# Ciaran Clark
Ciaran Clark (Harrow, 26 de setembre de 1989) és un futbolista irlandès que juga amb el Newcastle United de la Premier League i la selecció irlandesa. És un defensa central que pot jugar com a migcampista defensiu i com a lateral esquerre.